# Julius Jolly (politiker)
 For alternative betydninger, se Julius Jolly. (Se også artikler, som begynder med Julius Jolly)
Julius August Isaak Jolly (født 21. februar 1823 i Mannheim, død 14. oktober 1891 i Karlsruhe) var en tysk statsmand. Han var bror til Philipp von Jolly.
Jolly blev 1857 ekstraordinær professor i Heidelberg og 1861 ministerialråd i det badenske indenrigsministerium samt tillige universitetets repræsentant i første kammer. Han hørte til det nationalliberale parti og fulgte 1863 storhertugen til fyrstemødet i Frankfurt, hvor han affattede dennes erklæringer imod den stortyske politik. Da Baden juni 1866 stillede sig på Østrigs side, tog Jolly afsked, men blev en måned senere, efter Preussens sejr, indenrigsminister og februar 1868 desuden førsteminister. Som sådan gennemførte han den nye folkeskolelov, borgerligt ægteskab, ændringer i forfatningen og 1870 Badens indtrædelse i det nye tyske rige samt ledede derefter "Kulturkampen" imod det romersk-katolske præsteskab. September 1876 afgik han fra regeringen og blev præsident i overregnskabsretten. 1871—76 var han tillige medlem af det tyske forbundsråd.